# 锡韦尔斯基
锡韦尔斯基（羅馬化：Siverskiy）是俄罗斯列宁格勒州的市级镇，属加特契纳区，地处列宁格勒州西南部，位于加特契纳南偏东、圣彼得堡东南方。卢加河一支流奥列杰日河流经该地。镇内设有同名铁路车站。
1857年首次见于资料，时为锡韦尔斯基站；1938年，与附近的克泽沃、杰尔诺夫斯基、德鲁日诺谢利斯基等聚居地合并后设市级镇锡韦尔斯基。该地2021年人口有11,762人；2010年人口12,216；2002年人口12,137；1989年人口11,885。